# Saint-Lyé-la-Forêt
Saint-Lyé-la-Forêt ist eine französische Gemeinde mit 1.235 Einwohnern (Stand: 1. Januar 2022) im Département Loiret in der Region Centre-Val de Loire. Sie gehört zum Arrondissement Orléans, ist Teil des Kantons Pithiviers und des Gemeindeverbandes La Forêt. Die Einwohner werden Laétiens genannt.

## Geografie
Saint-Lyé-la-Forêt liegt 16 Kilometer nordnordöstlich von Orléans. Südlich des Ortes breitet sich der Forêt d’Orléans, ein etwa 150.000 Hektar großes Waldgebiet, aus. Umgeben wird Saint-Lyé-la-Forêt von den Nachbargemeinden Trinay im Norden, Villereau im Nordosten, Bougy-lez-Neuville im Osten, Rebréchien im Südosten, Chanteau im Süden, Chevilly im Westen sowie Bucy-le-Roi im Nordwesten.

## Bevölkerungsentwicklung
| 1962                       | 1968 | 1975 | 1982 | 1990 | 1999 | 2006 | 2018 |
| -------------------------- | ---- | ---- | ---- | ---- | ---- | ---- | ---- |
| 471                        | 439  | 558  | 757  | 974  | 950  | 989  | 1186 |
| Quellen: Cassini und INSEE |      |      |      |      |      |      |      |

## Sehenswürdigkeiten
- Kirche Saint-Lyé
- Schloss La Mothe aus dem 16./17. Jahrhundert, Monument historique seit 1968